# Норвешка на Зимским олимпијским играма 2018.
Норвешка учествује на Зимским олимпијским играма 2018. које се одржавају у Пјонгчанг у Јужној Кореји од 9. до 25. фебруара 2018. године. Олимпијски комитет Норвешке послао је 109 квалификованих спортиста у једанаест спортова. 

## Освајачи медаља

### Злато
- Симен Хегстад Кругер — Скијашко трчање, 30 км потера
- Јоханес Хосфлот Клебо — Скијашко трчање, спринт појединачно
- Марен Лундби — Скијашки скокови, мала скакаоница
- Аксел Лунд Свиндал — Алпско скијање, спуст
- Рагнил Хага — Скијашко трчање, 10 км слободно
- Јоханес Тингнес Бе — Биатлон, појединачно
- Ингвилд Флугстад Естберг, Астрид Уренхолт Јакобсен, Рагнил Хага, Марит Бјерген — Скијашко трчање, штафета 4 х 5 км
- Ејстејн Бротен — Слободно скијање, слоупстајл
- Дидрик Тонсет, Мартин Јонсруд Сундби, Симен Хегстад Кругер, Јоханес Хосфлот Клебо — Скијашко трчање, штафета 4 х 10 км
- Ховар Холмефјор Лоренцен — Брзо клизање, 500 м
- Данијел-Андре Танде, Андреас Стјернен, Јохан Андре Форфанг, Роберт Јохансон — Скијашки скокови, велика скакаоница екипно
- Мартин Јонсруд Сундби, Јоханес Хосфлот Клебо — Скијашко трчање, спринт екипно
- Ховард Беко, Симен Нилсен, Свере Лунде Педерсен, Синдре Хенриксен — Брзо клизање, потера екипно
- Марит Бјерген — Скијашко трчање, 30 км класично

### Сребро
- Марит Бјерген — Скијашко трчање, 15 км потера
- Марте Олсбу — Биатлон, спринт
- Јохан Андре Форфанг — Скијашки скокови, мала скакаоница
- Мартин Јонсруд Сундби — Скијашко трчање, 30 км потера
- Мајкен Касперсен Фала — Скијашко трчање, спринт појединачно
- Ћетил Јансруд — Алпско скијање, спуст
- Рагнхилд Мовинкел — Алпско скијање, велеслалом
- Симен Хегстад Кругер — Скијашко трчање, 15 км слободно
- Хенрик Кристоферсен — Алпско скијање, велеслалом
- Марте Олсбу, Тирил Екхоф, Јоханес Тингнес Бе, Емил Хегле Свендсен — Биатлон, мешовита штафета
- Рагнхилд Мовинкел — Алпско скијање, спуст
- Јан Шмид, Еспен Андерсен, Јарл Магнус Рибер, Јерген Гробак — Нордијска комбинација, екипно
- Ховар Холмефјор Лоренцен — Брзо клизање, 1000 м
- Ларс Хелге Биркеланд, Тарјеј Бе, Јоханес Тингнес Бе, Емил Хегле Свендсен — Биатлон, штафета

### Бронза
- Роберт Јохансон — Скијашки скокови, мала скакаоница
- Ханс Кристер Холун — Скијашко трчање, 30 км потера
- Свере Лунде Педерсен — Брзо клизање, 5000 м
- Кристин Моен Скаслиен, Магнус Недреготен — Керлинг, мешовити парови
- Марит Бјерген — Скијашко трчање, 10 км слободно
- Ћетил Јансруд — Алпско скијање, супервелеслалом
- Тирил Екхоф — Биатлон, масовни старт
- Роберт Јохансон — Скијашки скокови, велика скакаоница
- Емил Хегле Свендсен — Биатлон, масовни старт
- Марит Бјерген, Мајкен Касперсен Фала — Скијашко трчање, спринт екипно
- Себастијан Фос Солевог, Нина Хавер-Лесет, Кристин Лисдал, Лејф Кристиан Хеуген,Марен Скјелд, Џонатан Нордботен — Алпско скијање, екипно

## Учесници по спортовима
| Спорт                 | Мушкарци | Жене | Укупно |
| --------------------- | -------- | ---- | ------ |
| Алпско скијање        | 7        | 4    | 11     |
| Биатлон               | 6        | 5    | 11     |
| Брзо клизање          | 7        | 2    | 9      |
| Керлинг               | 6        | 1    | 7      |
| Нордијска комбинација | 5        | 0    | 5      |
| Скелетон              | 1        | 0    | 1      |
| Скијашки скокови      | 5        | 2    | 7      |
| Скијашко трчање       | 11       | 9    | 20     |
| Слободно скијање      | 5        | 3    | 8      |
| Сноубординг           | 4        | 1    | 5      |
| Хокеј на леду         | 25       | 0    | 25     |
| 11 спортова           | 82       | 27   | 109    |